# Politique étrangère de l'Azerbaïdjan
L’Azerbaïdjan est membre entre autres des Nations unies, de l'OSCE, du partenariat de l'OTAN pour la paix, du Conseil de partenariat euro-atlantique, de l'Organisation mondiale de la santé, de la Banque européenne pour la reconstruction et le développement, du Conseil de l'Europe, du Conseil turcique, du Traité sur les forces conventionnelles en Europe, de la Communauté des démocraties, du Fonds monétaire international et de la Banque mondiale.

## Relations bilatérales

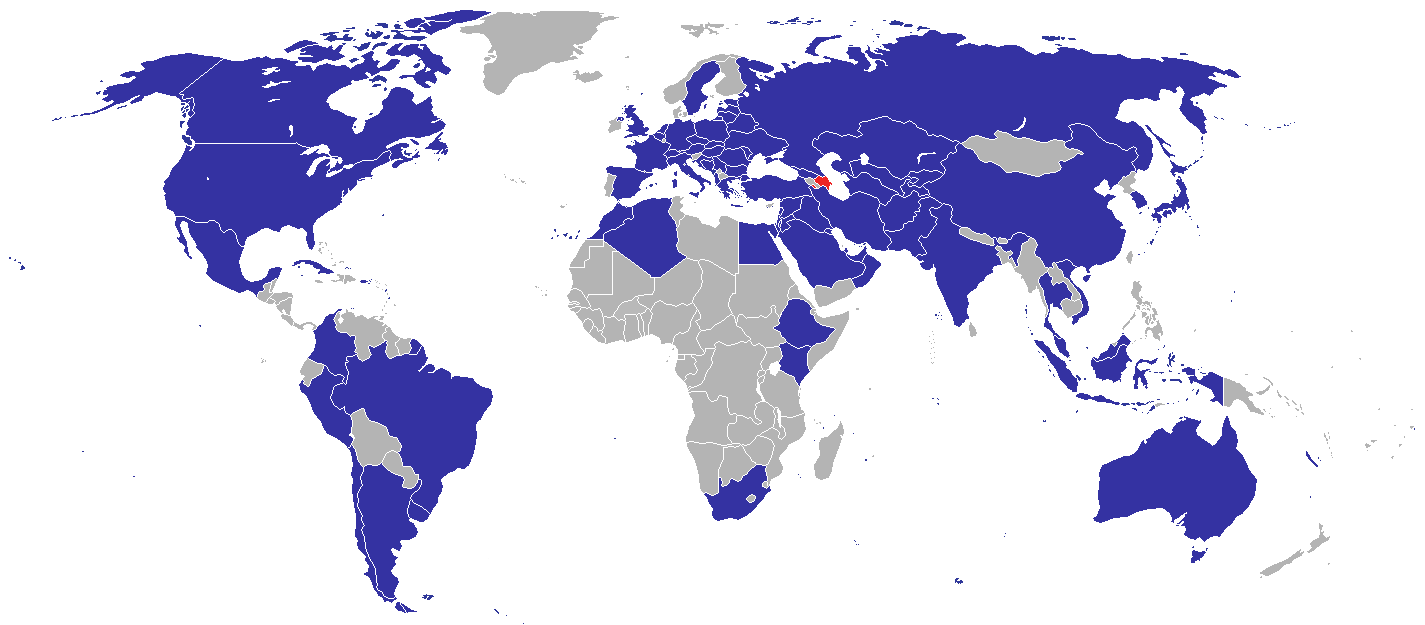
Missions diplomatiques de l'Azerbaïdjan.

166 états ont établi des relations diplomatiques avec l'Azerbaïdjan. 52 ambassades, 2 consulats généraux et 11 missions diplomatiques et bureaux de représentation sont établis à Bakou. L'Azerbaïdjan dispose d'ambassades dans 56 pays et 9 consulats généraux dans 7 pays.

### Arménie
L'Azerbaïdjan et l'Arménie ont respectivement déclaré leurs indépendances 30 août et la 21 septembre 1991, soit à moins d'un mois d'intervalle, alors que l'éclatement de l'URSS est officialisé en décembre 1991.
La frontière qui sépare l'Arménie et l’Azerbaïdjan, d'une longueur totale de 787 km, est constituée de deux parties distinctes :
- le segment principal entre les deux pays mesure 566 km et est situé à l'est de l'Arménie.
- le deuxième segment de 221 km restant est situé au sud de l'Arménie et la sépare du Nakhitchevan, une enclave azerbaïdjanaise frontalière de la Turquie, séparée du reste du pays.

Soldats arméniens dans le Haut-Karabagh en 1994.

Depuis 1988, les deux États s'opposent dans la guerre du Haut-Karabagh, territoire majoritairement peuplé d'Arméniens dont la souveraineté est revendiquée par les deux pays. À noter que des combats avaient déjà eu lieu pour le contrôle de ce même territoire en mai 1918, entre les deux républiques éphémères à la suite de la dislocation de l'Empire ottoman, avant leurs intégrations à l'Union soviétique. Le 16 mai 1994, un cessez-le-feu est signé à Moscou, mais aucun armistice ne met véritablement fin au conflit. À la suite d'une victoire militaire arménienne, le Haut-Karabagh est rattaché de facto à l'Arménie provoquant l'exode de près de 800.000 Azéris, mais la communauté internationale le reconnaît toujours comme faisant partie de l’Azerbaïdjan.
Cette situation géopolitique est lourde de conséquences pour l'enclave du Nakhitchevan séparée du reste de l’Azerbaïdjan. Toutes les voies terrestres transitant par l'Arménie étant fermées, ses habitants azéris ne peuvent rejoindre Bakou que par avion. Cette situation affecte aussi les enclaves azerbaïdjanaises situées en territoire arménien (Barkhudarli, Ashagi Askipara, Yukhari Askipara et Karki) et la seule enclave arménienne en territoire azerbaïdjanais (Artsvashen), qui sont toutes contrôlées par les pays à l'intérieur desquels elles sont situées. En 2014, l'Arménie lance la construction d'un mur sur la frontière séparant les régions de Tavuch en Arménie et Qazax, en Azerbaïdjan, séparant encore davantage ces enclaves des pays dont elles font officiellement partie.
Parallèlement, l'Azerbaïdjan, riche en ressources énergétiques et proche de la Turquie membre de l'OTAN, parvient à devenir un partenaire indispensable de l'Union européenne, des États-Unis et d'Israël, contribuant à sa montée en puissance militaire et à isoler davantage l'Arménie. En avril 2016, les hostilités entre les deux pays frontaliers reprennent pendant quatre jours sur la ligne de front du Haut-Karabagh, faisant près de 110 morts dans les deux camps. En juillet 2020, les hostilités reprennent de nouveau pendant trois jours le long de la frontière, faisant 16 morts dans les deux camps.
En octobre 2020, les hostilités reprennent avec une intensité jamais vue depuis 1994, faisant des centaines de morts de part et d'autre. Au terme d'un conflit de six semaines, un armistice est signé le 10 novembre sous médiation de la Russie, et l'Arménie, défaite, est contrainte de céder le contrôle de la majeure partie du Haut-Karabagh à l'Azerbaïdjan. Cette reprise du conflit entraine par ailleurs des affrontements entre communautés arméniennes et azéris à l'étranger, notamment à Los Angeles, Moscou, et Lyon. Néanmoins, une partie de la population arménienne est autorisée à y rester (tandis que ceux qui évacuent brûlent leurs maisons), et 2000 soldats russes sont déployés pour assurer leur sécurité et surveiller l'application du cessez-le-feu.

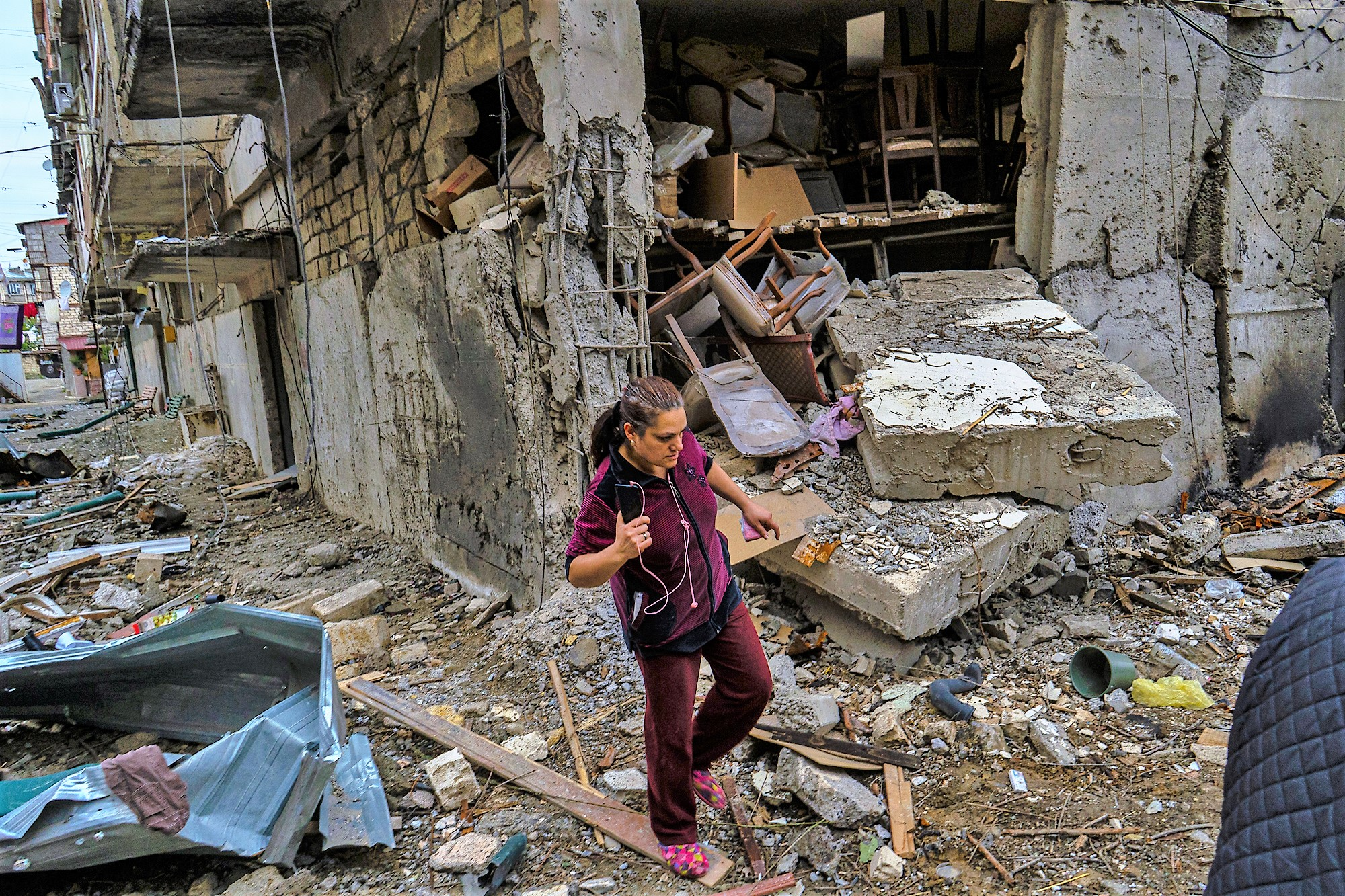
En 2020, habitations en République d'Artsakh, détruit par les bombardements de l'Azerbaïdjan.

Le 11 janvier 2021, deux mois après la fin de la guerre, les chefs des deux États Nikol Pashinyan et Ilham Aliyev se rencontrent à Moscou à l’invitation de président russe Vladimir Poutine qui souhaite les inciter à bâtir une paix durable après une période des conflits récurrents depuis 30 ans. Il s’agissait pour les trois dirigeants de revenir sur l’article 9 de l’accord de paix, qui annonce la liberté de circulation dans la région, afin de relier Bakou au Nakhitchevan et Erevan à la Russie d'une part et à la ville turque de Kars. Les voies de communication envisagées traverseraient l'Arménie et l'Azerbaïdjan, un tel réseau pouvant réactiver des voies ferroviaires datant de l'Union soviétique, complétées par de nouvelles constructions.

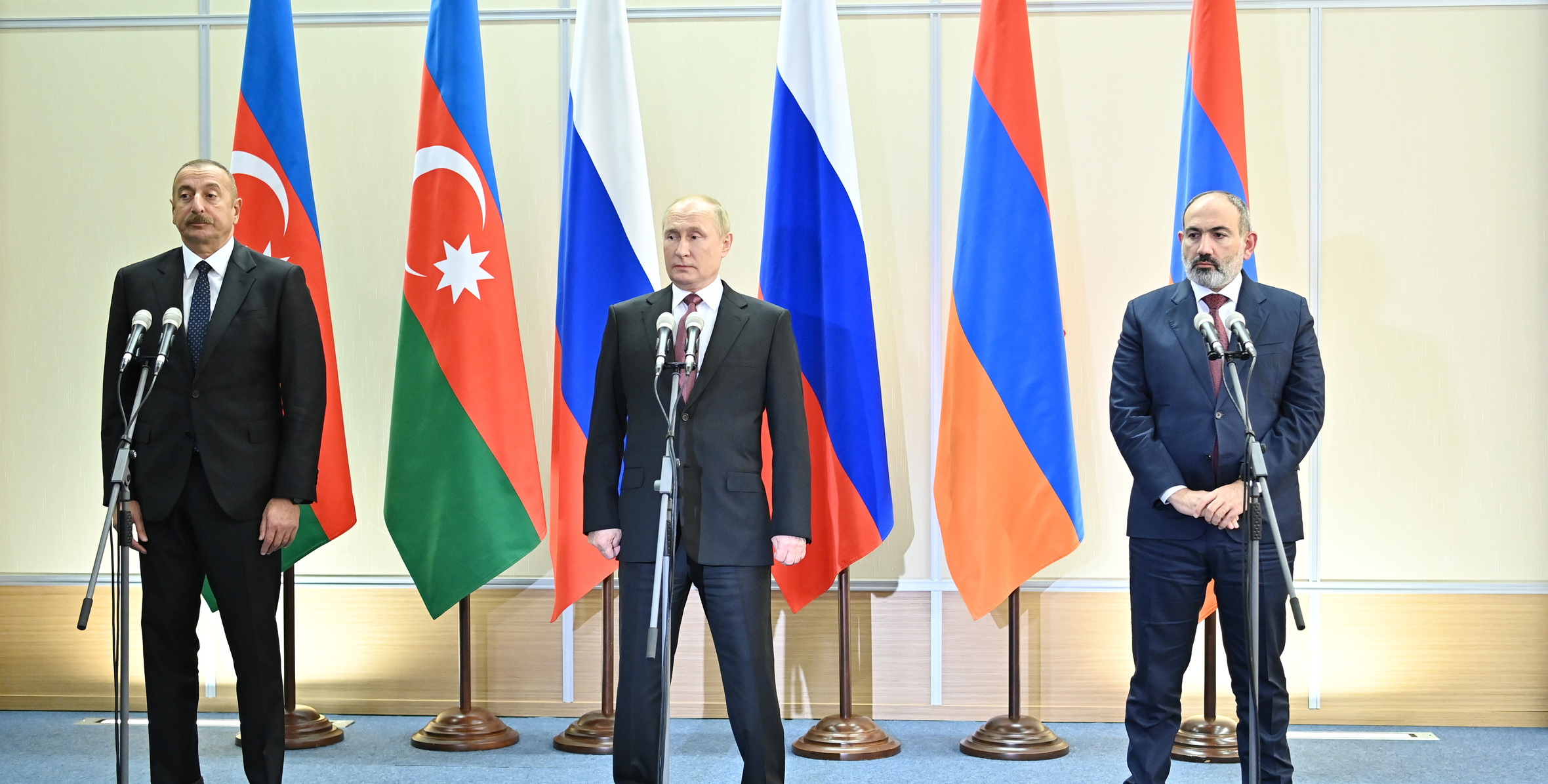
Le président azerbaïdjanais Ilham Aliyev, le président russe Vladimir Poutine et le Premier ministre arménien Nikol Pashinyan lors d'une conférence de presse après une réunion tripartite à Sotchi en novembre 2021.

En dépit des incertitudes de ce projet ferroviaire (notamment son coût élevé et son acception sociale par les populations), celui-ci est comparé à la Communauté européenne du charbon et de l’acier qui permet en 1952 à la France et à l’Allemagne de poser les bases de la construction européenne.
En mars 2022, l'Azerbaïdjan profite du fait que l'attention internationale soit focalisée sur la guerre russo-ukrainienne et l'invasion de l'Ukraine par la Russie en 2022 dans laquelle l'armée russe, principale protectrice de l'Arménie, est mobilisée, pour tenter de « grignoter » davantage le territoire restant du Haut-Karabagh échappant encore à son contrôle. Plusieurs tentatives d'incursion de l'armée azerbaïdjanaise font trois morts du côté arménien, mais celle-ci renonce après que la Russie ait dénoncé cette violation. En avril, une rencontre entre les chefs d'État arménien et azerbaïdjanais est organisée à Bruxelles sous médiation de l'Union européenne, en présence du président du Conseil européen Charles Michel.
À la suite de ces pourparlers, la diplomatie arménienne annonce qu'un accord a été obtenu pour mettre en place une commission bilatérale sur les questions de délimitation de la frontière, et cette commission sera notamment chargée d’assurer la sécurité et la stabilité le long de la frontière. De son côté, le ministère azéri des Affaires étrangères annonce que des travaux sont en cours pour commencer les négociations de paix, tandis que Charles Michel déclare que « le président Aliev et le Premier ministre Pachinian ont tous les deux exprimé leur volonté d’avancer rapidement vers un accord de paix ». Le 22 mai, les chefs d'État des deux pays se rencontrent de nouveau à Bruxelles sous médiation de l'Union européenne, et conviennent de faire avancer les discussions sur le futur traité de paix régissant leurs relations bilatérales.
En juillet, les ministres des Affaires étrangères de l'Arménie et de l'Azerbaïdjan Ararat Mirzoïan et Djeyhoun Baïramov se rencontrent Tbilissi, capitale de la Géorgie, marquant leurs premiers pourparlers directs depuis la guerre de 2020. Lors de cette rencontre, M. Mirzoïan souligne « l'importance d'une résolution politique du conflit au Karabakh afin de bâtir une paix durable dans la région », tandis que M. Baïramov demande « le retrait des forces armées de l'Arménie hors du territoire de l'Azerbaïdjan », une allusion aux régions du Karabakh encore contrôlées par les arméniens. Malgré les difficultés du processus de normalisation, les diplomates s'engagent à poursuivre le dialogue direct entre leurs deux pays.

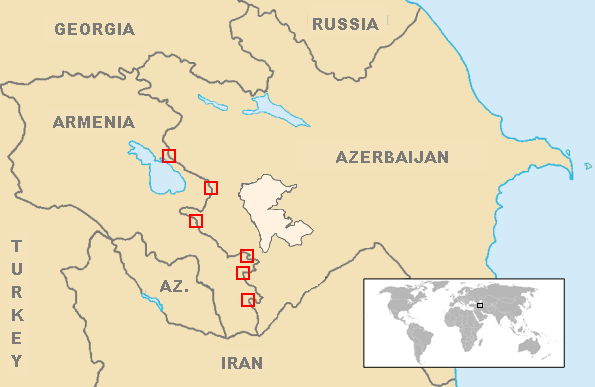
Points d’affrontements armés le long de la frontière entre l'Arménie et Azerbaïdjan en septembre 2022.

En septembre toutefois, l’Azerbaïdjan lance une campagne de bombardements massifs le long de la frontière entre les deux pays, profitant de la faiblesse de l'armée russe, en grande difficulté sur le front ukrainien, supposée s'interposer entre les deux pays. Pendant deux jours, les échanges de tirs font près de 300 morts dans les deux camps. Ces derniers baissent en intensité à la suite de plusieurs interventions diplomatiques de la France, la Russie, les États-Unis et l'ONU. En octobre, malgré ces violents affrontements et leur bilan élevé, les Ministres des affaires étrangères arménien et azéri se rencontrent de nouveau à Genève pour reprendre les négociations de paix.
Le 31 de ce mois, le président russe Vladimir Poutine, soucieux de réaffirmer son influence dans le Caucase, organise un sommet Arménie-Azerbaïdjan à Sotchi, dans le sud de la Russie. Les chefs d'État de ces deux pays ne se rencontrent pas directement, mais s'entretiennent à tour de rôle avec le président russe. Selon le Kremlin, ces discussions portent les « questions de la reconstruction et de l’économie, ainsi que le transport », tandis que Nikol Pachinian se déclare prêt à prolonger le mandat des soldats russes déployés dans le Haut Karabagh pour « dix, quinze, ou vingt ans ». Dans une déclaration commune adoptée à l'issue du sommet, les chefs d'État arménien et azéri s'engagent à « ne pas recourir à la force », ainsi qu'à « régler tous les litiges uniquement sur la base de la reconnaissance de la souveraineté mutuelle et de l'intégration territoriale ». Ils soulignent également « l'importance des préparatifs actifs à la conclusion d'un accord de la paix entre l'Azerbaïdjan et l'Arménie afin d'assurer une paix durable et à long terme dans la région ». Le président russe déclare espérer une normalisation des relations entre les deux États.
En décembre 2022, un groupe de manifestants azerbaïdjanais se présentant comme des militants écologistes bloque le corridor. Selon Erevan, ces militants seraient en fait envoyés par Bakou. Ce blocage entraîne la mise sous blocus du Haut-Karabagh. Le lendemain, l'Azerbaïdjan interrompt l'approvisionnement en gaz du Haut-Karabagh depuis l'Arménie, avant de le rétablir le 16 décembre.
En février 2023, le Premier ministre arménien Nikol Pachinian annonce avoir remis au gouvernement azéri un projet de traité de paix visant à mettre un terme au conflit entre les deux pays.
Le 19 septembre 2023, une attaque brève mais massive de l'Azerbaïdjan dans le Haut-Karabagh, lancée à la suite de près de plusieurs mois de blocus de l'enclave, pousse cette dernière à la reddition. À la différence de la guerre de 2020, l'Arménie consciente du déséquilibre du rapport de force et qu'aucune aide ne viendra de la Russie enlisée dans la guerre en Ukraine, décide de ne pas intervenir et d'acter de la victoire de son ennenmi. Plus de 100 000 Arméniens habitant au Haut-Karabagh évacuent ce territoire dont l'Azerbaïdjan reprend officiellement le contrôle, mettant fin au conflit qui durait depuis plus de trente ans.
À l'instar de la guerre de 2020, cette victoire azérie, bien que désastreuse pour l'Arménie permet à la suite du cessez-le-feu, de ré-envisager des négociations de paix. Alors que l’Azerbaïdjan ne peut plus évoquer le droit international pour légitimer une offensive envers son voisin, l'Arménie consciente qu'elle ne peut pas inverser le rapport de force, renonce officiellement aux territoires disputés entre les deux pays. Après avoir rejeté des propositions de médiations européenne et américaines en jugeant ces acteurs trop favorables à Erevan, le gouvernement azéri accepte finalement au mois de décembre 2023 de s'engager dans un processus de normalisation. Ce processus donne lieu à une déclaration commune des deux États le 8 décembre, qui s'engagent à « des mesures concrètes visant à renforcer la confiance » et réaffirment leur « intention de normaliser leurs liens et de signer un accord de paix ». Fait notable et inhabituel, la Turquie, alliée inconditionnel de Bakou, salue cette déclaration et déclare souhaiter le plus tôt possible un accord de paix entre les deux pays. Après ce communiqué, 32 prisonniers arméniens sont échangés contre deux militaires azerbaïdjanais. Mais en parallèle, Bakou continue de contester l’autorité d'Erevan sur plusieurs villages arméniens qu’il considère comme azerbaïdjanais dans les régions de Tavouch et d'Ararat, et de réclamer un corridor passant par le territoire arménien de Zanguezour pour relier son territoire principal à son exclave de Nakhitchevan. Tandis qu’Erevan demande l'enclave d'Artsvashen, située en territoire azerbaïdjanais, ainsi que les zones conquises par l'Azerbaïdjan au cours des trois dernières années et qui se trouvent à l'intérieur des frontières arméniennes.
En avril 2024, le président azerbaïdjanais Ilham Aliyev assure qu'un accord de paix avec l'Arménie est « plus proche que jamais » et seuls des «  détails » restent à régler, après que les deux pays aient commencé à délimiter leur frontière commune. Les deux gouvernements acceptent également une proposition du Kazakhstan d'accueillir la prochaine réunion de leurs chefs de la diplomatie. Son homologue Nikol Pachinian qualifie les efforts de délimitation de la frontière de « changement significatif sur le terrain », car ces pays « ont désormais une frontière et non plus une ligne de contact, ce qui est un signe de paix ». En froid avec Moscou, le Premier ministre arménien annonce également que les gardes-frontières russes, déployés dans la région depuis 1992, seraient remplacés par des militaires arméniens qui travailleront en coopération avec les azéris. En septembre 2024, Nikol Pachinian déclare à la tribune de l'ONU qu'un accord de paix avec l’Azerbaïdjan était « à portée de main », et se dit prêt à consentir à une demande clé de son voisin, assurer les liaisons entre Bakou, son exclave du Nakhitchevan et la Turquie via le territoire arménien. Malgré sa supériorité économique et militaire, l’Azerbaïdjan, hôte de la COP29, fait l'objet d'une attention internationale croissante et a intérêt à pacifier ses relations avec son voisin pour améliorer sa réputation. Fin janvier 2025, Nikol Pachinian affirme que la majeure partie de l'accord de paix avec l'Azerbaïdjan avait été conclu, et que quelques différents restaient encore à régler. Le 13 mars, la diplomatie arménienne annonce que l'accord de paix avec son voisin, l'Azerbaïdjan, était « prêt à être signé », quelques heures après que son homologue azérie ait annoncé que les négociations étaient sur le point d'être conclues. 

### France
Alors que l’Azerbaïdjan proclame son indépendance le 31 août 1991, la France est le deuxième pays à la reconnaître, le 31 décembre 1991.  Moins d’un an plus tard, en 1992, l’hexagone y ouvre une ambassade à Bakou, la capitale. Depuis, les deux pays se rapprochent économiquement culturellement et politiquement. Le Président azerbaïdjanais Ilham Aliyev choisit la France comme destination de sa première visite officielle à l’étranger en janvier 2004. Une visite qui sera suivie de nombreuses autres. La France est coprésidente du Groupe de Minsk de l’OSCE, pour une solution pacifique au conflit qui oppose l’Azerbaïdjan et l’Arménie, le conflit du Haut-Karabagh. Elle joue également un rôle majeur dans les collaborations entre l’Union européenne et l’Azerbaïdjan, ceci dans le cadre de la politique européenne de voisinage.

### Géorgie
L'Azerbaïdjan a une ambassade à Tbilissi. La Géorgie a une ambassade à Bakou. Les deux pays sont d'anciennes républiques de l'Union soviétique et sont membres à part entière du Conseil de l'Europe, l'Organisation pour la sécurité et la coopération en Europe (OSCE) et l'Organisation de la Coopération économique de la mer Noire (CEMN). Les deux pays sont parmi les membres fondateurs de la GUAM.
Le président géorgien Mikheil Saakachvili a déclaré en 2011 dans une interview « quiconque s'oppose à l'Azerbaïdjan et la Géorgie est un ennemi de nos deux pays » à propos des relations bilatérales.

### Iran
Les relations avec l'Iran sont également fortes. Malgré la différence idéologique entre les deux pays, l'Iran étant un État théocratique et l'Azerbaïdjan un État laïc, l'Iran s'est rapproché du pays en raison de la présence d’une forte minorité azéri d'environ 12,6 millions de personnes en Iran. Bien que les deux nations ont une histoire commune (l'Azerbaïdjan fut une partie de l'Iran avant la conquête russe en 1800) et sont tous deux chiites, contrairement aux Turcs qui sont principalement sunnites, l'Azerbaïdjan veut conserver sa relation privilégiée avec la Turquie tout en cultivant des relations étroites dans de très nombreux domaines avec l'Iran.
En janvier 2023, Bakou annonce la suspension des activités de son ambassade en Iran après que celle-ci a été visée par une attaque à l’arme automatique faisant un mort et deux blessés. En avril, Bakou a accuse Téhéran d’avoir fomenté une tentative de coup d’État, et expulse quatre diplomates iraniens de son territoire.

### Israël
Les relations entre l'Azerbaïdjan et Israël débutent officiellement en avril 1992 lors de l'indépendance de l’Azerbaïdjan à la suite de l’effondrement de Union soviétique.
L’Azerbaïdjan est alors en quête d'un avantage militaire contre son voisin et ennemi arménien, tandis que Tel-Aviv voit dans ce rapprochement une occasion de mettre en œuvre sa « diplomatie de la périphérie » pour surmonter l’encerclement par des pays arabo-musulmans hostiles en nouant des liens avec le « deuxième cercle » comprenant des États musulmans non arabes.
Depuis le début des années 2010, l’Azerbaïdjan mise aussi sur cette relation pour se préserver de l'influence de l'Iran, dont les ambitions expansionniste vers ses voisins chiites inquiètent Bakou.
En 2018, Israël importait 40 % de son gaz d'Azerbaïdjan. Selon le journal libanais L'Orient le Jour, Tel-Aviv nourrit en 2018 avec Bakou sa relation la plus solide avec un pays musulman, bien que cela puisse changer à la suite des multiples normalisations des relations entre l'État hébreu et des pays majoritairement musulmans eu Moyen-Orient, en Afrique, et en Europe (avec le Kosovo).
En octobre 2020, dans le contexte de la reprise des affrontements armés entre l'Arménie et l’Azerbaïdjan, l'Arménie rappelle son ambassadeur auprès d'Israël pour protester contre les ventes d'armes très importantes de l'État hébreu à l'Azerbaïdjan (375 millions de dollars entre 2017 et 2019). Ces livraisons se poursuivent avec des volumes élevés pendant le conflit, incluant des armes à sous-munitions et des drones de combat.
En novembre 2022, l'Azerbaijan décide d'ouvrir une ambassade à Tel-Aviv, élevant ainsi son niveau de représentation diplomatique dans la capitale israélienne où il n'avait qu'un bureau commercial et un bureau touristique. En mai 2025, Bakou propose une médiation entre ses alliés israéliens et turcs en les accueillant pour des pourparlers de « déconfliction » au sujet de la Syrie.

### Turquie
Les relations avec la Turquie ont toujours été très fortes. Les deux pays ont des langues et des cultures similaires (en fait, la langue azéri et la langue turque sont mutuellement intelligibles), une histoire partagée et un ennemi commun, l'Arménie. Précédemment, en 1993, en pleine guerre du Haut-Karabagh, la Turquie avait, pour soutenir son allié azerbaïdjanais, décidé de fermer ses 268 km de frontière commune avec l'Arménie. En mai 2025, Bakou propose une médiation entre ses alliés israéliens et turcs en les accueillant pour des pourparlers de « déconfliction » au sujet de la Syrie.

## Liste des représentations diplomatiques de la Azerbaïdjan à l'étranger

### Europe
| Pays               | Début des relations officielles | Notes |
| ------------------ | ------------------------------- | --- |
| Albanie            | 23 séptembre 1992               | Les deux pays sont membres de l'Organisation de la coopération islamique et du Conseil de l'Europe. |
| Allemagne          | 20 février 1992                 | Article principal: Relations entre l'Allemagne et l'Azerbaïdjan L’Azerbaïdjan a une ambassade à Berlin. L’Allemagne a une ambassade à Bakou. Les deux pays sont membres à part entière du Conseil de l'Europe et de l'Organisation pour la sécurité et la coopération en Europe (OSCE). |
| Autriche           | 20 février 1992                 | L'Azerbaïdjan a une ambassade à Vienne. L’Autriche a ouvert une ambassade à Bakou en 2010. Les deux pays sont membres à part entière du Conseil de l'Europe et de l'Organisation pour la sécurité et la coopération en Europe (OSCE). |
| Biélorussie        | 11 juin 1993                    | Avant 1918, ils faisaient partie de l'empire russe et avant 1991, ils faisaient partie de l'Union soviétique. L’Azerbaïdjan a une ambassade à Minsk. La Biélorussie a une ambassade à Bakou. Les deux pays sont membres à part entière de l'Organisation pour la sécurité et la coopération en Europe (OSCE) et de la Communauté d'États indépendants (CEI). L'Azerbaïdjan est également membre à part entière du Conseil de l'Europe et le Bélarus est candidat. La Biélorussie est membre à part entière du Mouvement des pays non alignés et l’Azerbaïdjan en est membre observateur. |
| Belgique           | 17 juin 1992                    | L'Azerbaïdjan a une ambassade à Bruxelles. La Belgique a une ambassade à Bakou. Les deux pays sont membres à part entière du Conseil de l'Europe et de l'Organisation pour la sécurité et la coopération en Europe (OSCE). |
| Bulgarie           | 5 juin 1992                     | L’Azerbaïdjan a une ambassade à Sofia. La Bulgarie a une ambassade à Bakou. Les deux pays sont membres à part entière du Conseil de l'Europe, de l'Organisation pour la sécurité et la coopération en Europe (OSCE) et de l'Organisation de coopération économique de la mer Noire (OCEMN). La Bulgarie a reconnu l'indépendance de l'Azerbaïdjan le 14 janvier 1992. |
| Croatie            | 26 janvier 1995                 | Azerbaïdjan a une ambassade à Zagreb La Croatie est représentée en Azerbaïdjan par l’intermédiaire d’un ambassadeur non résident basé à Bakou (au ministère des Affaires étrangères). La Croatie est représentée en Azerbaïdjan par l’intermédiaire de son ambassade à Ankara (Turquie). Ministère des Affaires étrangères d'Azerbaïdjan à propos des relations avec la Croatie |
| Danemark           | 2 avril 1992                    | |
| Estonie            | 20 avril 1992                   | |
| France             | 21 février 1992                 | Article principal: Relations entre l'Azerbaïdjan et la France L'Azerbaïdjan a une ambassade à Paris. La France a une ambassade à Bakou. Les deux pays sont membres à part entière du Conseil de l'Europe et de l'Organisation pour la sécurité et la coopération en Europe (OSCE). |
| Grèce              | 2 avril 1992                    | La Grèce a reconnu l'indépendance de l'Azerbaïdjan le 31 décembre 1991. L’ambassade de Grèce à Bakou a été ouverte au printemps 1993. L’ambassade d’Azerbaïdjan à Athènes a été ouverte en août 2004. Les deux pays sont membres à part entière du Conseil de l'Europe, de l'Organisation pour la sécurité et la coopération en Europe (OSCE) et de l'Organisation de coopération économique de la mer Noire (OCEMN). |
| Hongrie            | 27 avril 1992                   | La Hongrie a reconnu l'indépendance de l'Azerbaïdjan le 26 décembre 1991. L’Azerbaïdjan a une ambassade en Hongrie depuis septembre 2004. La Hongrie a une ambassade à Bakou depuis le 12 janvier 2009. Les deux pays sont membres à part entière du Conseil de l'Europe et de l'Organisation pour la sécurité et la coopération en Europe (OSCE). |
| Irlande            | 1er juillet 1996                | L’Azerbaïdjan est représenté en Irlande par l’intermédiaire de son ambassade à Londres (Royaume-Uni). L’Irlande est représentée en Azerbaïdjan par l’intermédiaire de son ambassade à Ankara (Turquie). |
| Italie             | 8 mai 1992                      | L'Azerbaïdjan a une ambassade à Rome. L’Italie a une ambassade à Bakou. Les deux pays sont membres à part entière du Conseil de l'Europe et de l'Organisation pour la sécurité et la coopération en Europe (OSCE). |
| Lettonie           | 11 janvier 1994                 | L’Azerbaïdjan a une ambassade à Riga. La Lettonie a une ambassade à Bakou. Les deux pays sont membres à part entière du Conseil de l'Europe et de l'Organisation pour la sécurité et la coopération en Europe (OSCE). Les deux pays étaient d'anciennes républiques de l'Union soviétique. L’Azerbaïdjan a reconnu l’indépendance de la Lettonie le 30 août 1991. La Lettonie a reconnu l'indépendance de l'Azerbaïdjan le 8 janvier 1992. |
| Lituanie           | 27 novembre 1995                | L’Azerbaïdjan a reconnu l’indépendance de la Lituanie le 10 septembre 1991. La Lituanie a reconnu l'indépendance de l'Azerbaïdjan le 20 décembre 1991. L’Azerbaïdjan a une ambassade à Vilnius. La Lituanie a une ambassade à Bakou. Les deux pays sont membres à part entière du Conseil de l'Europe et de l'Organisation pour la sécurité et la coopération en Europe (OSCE). |
| Macédoine          | 28 juin 1995                    | La Macédoine du Nord a un bureau économique à Bakou. |
| Pays-Bas           | 1er avril 1992                  | L’Azerbaïdjan a une ambassade à La Haye. Les Pays-Bas ont une ambassade à Bakou. |
| Pologne            | 21 février 1992                 | L’Azerbaïdjan a une ambassade à Varsovie. La Pologne a une ambassade à Bakou. |
| République Tchèque | 29 janvier 1993                 | L’Azerbaïdjan a une ambassade à Prague, ouverte le 15 août 2007. La République Tchèque a une ambassade à Bakou. Les deux pays sont membres à part entière du Conseil de l'Europe et de l'Organisation pour la sécurité et la coopération en Europe (OSCE). La République Tchèque a reconnu l'indépendance de l'Azerbaïdjan le 8 janvier 1992. |
| Roumanie           | 21 juin 1992                    | L’Azerbaïdjan a une ambassade à Belgrade. La Serbie a une ambassade à Bakou. |
| Royaume-Uni        | 11 mars 1918                    | L’Azerbaïdjan a une ambassade à Londres. Le Royaume-Uni a une ambassade à Bakou. Les deux pays sont membres à part entière du Conseil de l'Europe et de l'Organisation pour la sécurité et la coopération en Europe (OSCE). |
| Russie             | 4 avril 1992                    | La Russie a une ambassade à Bakou. L'Azerbaïdjan a une ambassade à Moscou et un consulat général à Saint-Pétersbourg. L’Azerbaïdjan a également annoncé l’ouverture d’un nouveau consulat général à Ekaterinbourg. |
| Serbie             | 21 août 1997                    | L’Azerbaïdjan a une ambassade à Belgrade. La Serbie a une ambassade à Bakou. |
| Suède              | 8 mai 1992                      | La Suède a un honoraire à Bakou. Les deux pays sont membres à part entière du Conseil de l'Europe et de l'Organisation pour la sécurité et la coopération en Europe (OSCE). |
| Suisse             | 21 janvier 1992                 | L'Azerbaïdjan a une ambassade à Berne. La Suisse a une ambassade à Bakou. Les deux pays sont membres à part entière du Conseil de l'Europe et de l'Organisation pour la sécurité et la coopération en Europe (OSCE). La Suisse considère l’Azerbaïdjan comme un pays important pour la coopération au développement économique. |
| Ukraine            | 6 février 1919                  | L’Azerbaïdjan a une ambassade à Kiev. L'Ukraine a une ambassade à Bakou. Les deux pays sont membres à part entière du Conseil de l'Europe, de l'Organisation pour la sécurité et la coopération en Europe (OSCE), de la Communauté d'États indépendants (CEI), de l'Organisation pour la démocratie et le développement économique (GUAM) et de l'Organisation de la coopération économique de la mer Noire. |

### Afrique
| Pays         | Début des relations officielles | Notes |
| ------------ | ------------------------------- | ----- |
| Burkina Faso | 31 mai 2004                     |       |
| Comores      | 2 février 2010                  |       |
| Érythrée     | 2004                            |       |
| Kenya        | 31 mai 2004                     |       |
| Malawi       | 21 mai 2004                     |       |
| Rwanda       | 31 mai 2004                     |       |
| Swaziland    | 7 janvier 2010                  |       |
| Togo         | 29 décembre 2010                |       |